# Vincent Fang
Vincent Fang Wen Shan (cinese tradizionale: 方文山; cinese semplificato: 方文山; pinyin: Fāng Wénshān; Contea di Hualien, 26 gennaio 1969) è un compositore taiwanese, vincitore di diversi Golden Melody Awards ed affermato collaboratore dell'artista Jay Chou.
Prima di entrare nell'industria musicale, egli lavorò come elettricista, ragazzo dei giornali e camionista. Solo nel 1997 mandò alcuni campioni dei suoi testi a delle etichette discografiche, sperando di dare inizio ad una nuova carriera che sfruttasse la sua passione per la scrittura. L'intrattenitore Jacky Wu si lasciò impressionare dalle sue opere, e lo assunse per lavorare insieme al compositore musicale Jay Chou.
I testi di Fang sono noti per riuscire a coprire una vasta gamma di tematiche, dai problemi di famiglia alla guerra, temi che vanno oltre la scontatezza delle ballad amorose. Egli è conosciuto, inoltre, poiché utilizza uno stile di scrittura simile alle poesie in cinese classico, e poiché fa frequenti riferimenti alla storia ed al folklore cinesi.
Dall'inizio della sua carriera, Fang ha vinto più di una dozzina di premi in tutta l'Asia, ed ha inoltre partecipato alla scrittura di quattro libri. A marzo del 2002 ha fondato la propria compagnia editoriale, chiamata Chinapublishing (華人版圖). Attualmente, Fang è coinvolto nella gestione della compagnia di moda Story.

## Biografia
Nato nel 1969, Fang è cresciuto a Taiwan in quella che egli stesso chiama una "famiglia di colletti blu". In gioventù non si curò mai molto degli studi, ottenendo voti molto scarsi a scuola. Dopo il diploma dalla scuola superiore, a 20 anni entrò nell'esercito della Repubblica di Cina, come obbligatorio per tutti i cittadini di sesso maschile. Tuttavia, quando non era in servizio, passava il tempo libero a leggere e guardare film, attività che aumentarono il suo interesse nella lingua e nella parola scritta.
Alla fine del servizio militare, nel 1991, ottenne dai 20 ai 30 diversi lavoretti part-time per i successivi sette anni. Tuttavia, pur non avendo una conoscenza linguistica che andasse oltre l'istruzione obbligatoria, era determinato a darsi alla carriera di scrittore. Nel 1992 decise che il suo lavoro sarebbe stato quello di sceneggiatore cinematografico, e per questo obiettivo seguì un certo numero di corsi serali. Non riuscendo a raggiungere il suo obiettivo neanche dopo un anno, pensò di tentare un percorso alternativo per entrare nell'industria dello spettacolo, ossia diventare un compositore di testi di canzoni.

## Carriera musicale

### L'entrata nel mondo della musica
In due anni a partire dal 1995, Fang ha scritto più di 100 testi, sperando di utilizzare il fattore numero per impressionare i suoi potenziali datori di lavoro. Per contattare i produttori, si affidò ai crediti dei libretti dei CD di diversi popolari cantanti connazionali. Tuttavia, tra più di un centinaio di e-mail mandate, solo una ricevette la risposta sperata, che era da parte di Jacky Wu, affermato conduttore televisivo in cerca di nuovi talenti per la sua neonata etichetta discografica. Nel 1997, all'età di 28 anni, Fang firmò il suo primo contratto ufficiale come compositore, e Wu lo assegnò a lavorare insieme all'artista Jay Chou, allora giovanissimo e appena diplomato dalla scuola superiore. Insieme i due scrissero canzoni per diversi artisti cinesi, ma nessuna di esse ottenne il successo sperato. Il talento di Fang fu riconosciuto solo anni dopo, quando Chou divenne un cantautore di successo e la sua fama fu parzialmente attribuita ai testi del collega.

### Collaborazione con Jay Chou
Nel 1998, Fang e Chou iniziarono a lavorare insieme utilizzando, solo al principio, la collezione di 100 testi di Fang. Nella loro prima collaborazione, Chou compose la melodia di You are happier than before di Fang, canzone inserita in un album del loro mentore Jacky Wu. Dopo diverse canzoni utilizzate come gavetta, i due si abituarono ad un metodo di lavoro poco ortodosso, che consisteva nell'iniziale concettualizzazione della canzone e composizione della melodia da parte di Chou, e solo successivamente nell'inserimento del testo di Fang in essa. Quando qualche artista richiedeva loro una composizione, Fang faceva personalmente recapitare loro la registrazione. I loro lavori del periodo iniziale possono essere ascoltati in cantanti quali Landy Wen, Valen Hsu, Leo Ku, S.B.D.W e lo stesso Jacky Wu.
Nel 2000, Chou diede inizio alla propria carriera canora, pubblicando il CD di debutto Jay. Da allora, a Fang vengono accreditati più della metà dei testi presenti in tutti gli album di Chou. Nonostante l'iniziale reputazione di Chou come "rapper balbettante", i testi del collega non sono mai stati penalizzati.
 
Fang, inoltre, ha recitato nel video musicale di Chou Coral sea (珊瑚海), del quale è protagonista.
I suoi testi hanno vinto due volte i Golden Melody Awards di Taiwan, sebbene egli sia stato nominato per ben otto anni consecutivi.